# ペンギン・カフェ・オーケストラ
ペンギン・カフェ・オーケストラ（Penguin Cafe Orchestra）は、イギリスの作曲家、ギタリストのサイモン・ジェフスを中心とした楽団である。

## 概要
クラシック音楽、ミニマル音楽、民族音楽、現代音楽などの要素を取り入れた音楽を作曲、演奏した。メンバーは固定されておらず、楽曲により入れ替えられた。
1976年にブライアン・イーノの主催するオブスキュア・レーベルからアルバム『ようこそペンギン・カフェへ』でデビュー。以後、高い演奏力とユーモア溢れる楽曲で高い評価を得る。また、ペンギンと人間の不思議なイラストのジャケットでも話題になった。特に1980年代、サブカルチャー/環境音楽の旗手として一世を風靡し、数々の映画や舞台、CMで楽曲が使用された。1997年にリーダー格のサイモン・ジェフスが脳腫瘍で死去して以来、実質的な活動を中止していたが、2007年にジェフス没後10周年コンサートが行われた。

## 新生「ペンギン・カフェ」と「The Orchestra That Fell to Earth」
2009年、サイモンの実子であるアーサー・ジェフスを中心に、メンバーも一新した新生「ペンギン・カフェ」が活動を開始。2011年にはペンギン・カフェ名義で初のアルバム『ア・マター・オブ・ライフ…』をリリースした（日本盤は2012年6月発売）。2012年10月には、来日公演が行なわれた。
一方、ペンギン・カフェ・オーケストラのオリジナル・メンバーの一部は「The Orchestra That Fell to Earth」（初期は「The Anteaters」の名義で活動）を結成し、ペンギン・カフェ・オーケストラの楽曲を中心に活動している。

## 備考
1981年に発表された『ペンギン・カフェ・オーケストラ』に収録されている「サイモンの夢 (Simon's Dream)」は、同年テレビ放映された、資生堂・インウイのテレビCMで使われたことがある。

## ディスコグラフィ

### スタジオ・アルバム
- 『ようこそペンギン・カフェへ』 - Music From The Penguin Cafe (1976年)
- 『ペンギン・カフェ・オーケストラ』 - Penguin Cafe Orchestra (1981年)
- 『たったひとつのペンギン・カフェ』 - The Penguin Cafe Orchestra Mini Album (1983年)
- 『ブロードキャスティング・フロム・ホーム』 - Broadcasting from Home (1984年)
- 『サインズ・オブ・ライフ』 - Signs of Life (1987年)
- 『ユニオン・カフェ』 - Union Cafe (1993年)

### ライブ・アルバム
- 『黄昏のローマ/ライヴ』 - When in Rome... (1988年)
- 『コンサート・プログラム』 - Concert Program (1994年)

### コンピレーション・アルバム
- 『クールミント・サウンド』 - Music From The Penguin Cafe / Penguin Cafe Orchestra (1985年)
- 『ベスト・オブ・ペンギン・カフェ・オーケストラ』 - Preludes, Airs and Yodels (1997年)
- A Brief History (2001年)
- A History (2001年)
- The Second Penguin Cafe Orchestra Sampler (2004年)
- Penguin Cafe Orchestra -best- (2007年)

### サウンドトラック
- Oskar und Leni (1999年) ※同名のドイツ映画（日本未公開）のためのサウンドトラック

### 関連作品
- 『帰ってきたペンギン・カフェ』 - 'Still Life' at the Penguin Cafe (1991年) ※デヴィッド・ビントレー振付によるバレエ作品[1]
- 『モーガン・フィッシャー / ミニチュアーズ2』 - Miniatures 2 (2000年) ※楽曲「A Pythagorean Roll」を提供
- 『ピアノ・ミュージック』 - Simon Jeffes Piano Music (2000年) ※サイモン・ジェフスのピアノ・ソロ作品集
- 『ペンギン・カフェ・オーケストラ -トリビュート-』 - Penguin Cafe Orchestra -tribute- (2007年) ※坂本龍一らによるトリビュート・アルバム

### ペンギン・カフェ
- 『ア・マター・オブ・ライフ…』 - A Matter Of Life... (2011年)
- 『ザ・レッド・ブック』 - The Red Book (2014年)
- 『ジ・インパーフェクト・シー』 - The Imperfect Sea (2017年)
- 『ハンドフルズ・オブ・ナイト』 - Handfuls Of Night (2019年)